# François Parisien
François Parisien (* 27. April 1982) ist ein ehemaliger kanadischer Radrennfahrer.

## Karriere
Parisien wurde 2005 kanadischer Meister im Straßenrennen und belegte in der Saisonwertung der UCI America Tour den sechsten Rang. In den nächsten Jahren seiner Karriere gewann er Etappen der Vuelta a Cuba und der Vuelta Mexico sowie die Gesamtwertung der Tour of Elk Grove. Ende der Saison 2013 beendete Parisien seine Karriere als Berufsradfahrer, nachdem er zuvor mit einem Etappensieg bei der Volta a Catalunya, einem Rennen der UCI WorldTour, seinen größten Karriereerfolg erzielte.

## Erfolge
2005
- Kanadischer Meister – Straßenrennen

2009
- eine Etappe Vuelta a Cuba

2010
- eine Etappe Vuelta Mexico

2012
- Gesamtwertung Tour of Elk Grove

2013
- eine Etappe Volta Ciclista a Catalunya

## Teams
- 2006 TIAA-CREF
- 2007 Slipstream-Chipotle
- 2008 Symmetrics (bis 30.05.)
- 2008 Team R.A.C.E. Pro (ab 01.06.)
- 2009 Planet Energy
- 2010 SpiderTech-Planet Energy
- 2011 Team SpiderTech-C10
- 2012 SpiderTech-C10
- 2013 Team Argos-Shimano